# Zanha golungensis
Zanha golungensis är en kinesträdsväxtart som beskrevs av William Philip Hiern. Zanha golungensis ingår i släktet Zanha och familjen kinesträdsväxter. Inga underarter finns listade i Catalogue of Life.